# Bar latteria

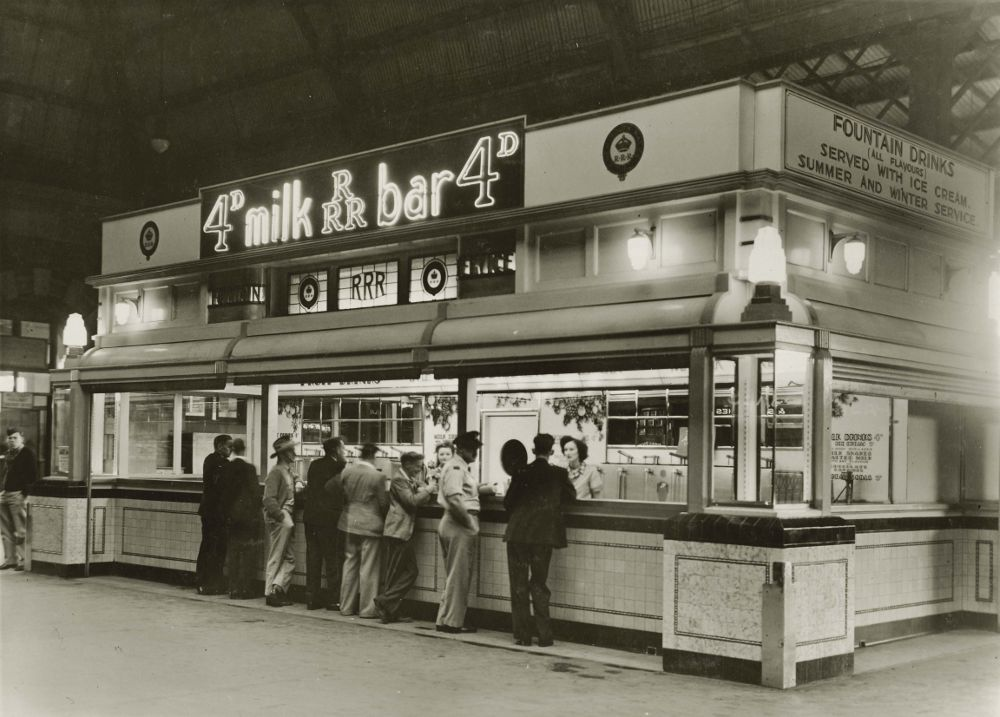
Un bar latteria di Sidney nel 1946

Il bar latteria, in inglese milk bar, è un pubblico esercizio specializzato nella vendita di bevande a base di latte, tra cui frappé, yogurt e gelati. Il bar latteria ha delle correlazioni con il cosiddetto bar bianco, ove si servono esclusivamente bevande analcoliche, e la yogurteria, destinata a prodotti come lo yogurt, il gelato e derivati.
In certe zone dell'Italia viene anche usato il termine regionale "cremeria" per riferirsi a questo tipo di locale.

## Storia
Tra gli antecedenti dei bar latteria vi sono i caseifici in cui era talvolta possibile consumare il latte e di cui si possono rintracciare degli esempi già nella Francia dell'Ancien Régime. Caterina de' Medici, che visse nel XVI secolo, fece aprire una latteria di questo tipo presso il Castello di Fontainebleau che prendeva il nome di Mi-Voie.
Tuttavia, le origini dei moderni bar latteria sono oggetto di discussione. Stando alle fonti, il primo locale a definirsi un milk bar fu il Lakeview, fondato nel 1930 a Bangalore, in India. Secondo The Oxford Companion to Food il primo bar latteria fu invece aperto in Australia nel 1932. I milk bar, anche conosciuti nei Paesi di lingua inglese come dairy bar, si diffusero in Australia e nel Regno Unito, diventando luoghi di ritrovo per i giovani tra la metà degli anni quaranta e i primi anni sessanta. I bar che vendevano latticini sullo stile di quelli statunitensi presero piede in Italia con il boom economico postbellico dalle ceneri delle storiche botteghe specializzate nella rivendita dei latticini, ed erano aperti solo a pranzo. Sin dalla fine dell'Ottocento sono diffusi in Polonia i bar mleczny, mense nelle quali è possibile consumare latticini e altri alimenti a basso costo.
Durante gli anni settanta, l'accrescimento della domanda di latte aromatizzato causò una violenta ripercussione sul business dei frappé, a cui si aggiunse, nel decennio seguente, la diffusione dei fast food, dei supermercati e i minimarket aperti 24 ore su 24, che offrivano una più ampia gamma di prodotti a buon mercato.